# Mikael Dyrestam
Mikael Dyrestam (ur. 10 grudnia 1991 w Växjö) – szwedzki piłkarz pochodzenia gwinejskiego występujący na pozycji obrońcy. Zawodnik klubu RFC Seraing.

## Kariera klubowa
Dyrestam karierę rozpoczął w 2009 roku w pierwszoligowego zespole IFK Göteborg. W Allsvenskan zadebiutował 13 lipca 2009 w przegranym 0:1 pojedynku z AIK Fotboll. W tym samym roku wywalczył z klubem wicemistrzostwo Szwecji. Dotarł z nim także do finału Pucharu Szwecji, w którym zespół Göteborga został jednak pokonany 2:0 przez AIK Fotboll. 2 lipca 2011 w wygranym 2:1 spotkaniu z Syrianska FC strzelił pierwszego gola w Allsvenskan. W marcu 2014 przeszedł do Aalesunds FK, a w listopadzie 2015 opuścił ten klub. W styczniu 2016 podpisał półtoraroczny kontrakt z NEC Nijmegen z możliwością przedłużenia o rok. W 2017 przeszedł do Kalmar FF.
16 stycznia 2019 podpisał kontrakt z greckim klubem AO Ksanti, umowa do 30 czerwca 2020. W latach 2020–2021 grał w norweskim Sarpsborg 08 FF, a w 2022 przeszedł do RFC Seraing.

## Kariera reprezentacyjna
W reprezentacji Szwecji Dyrestam zadebiutował 18 stycznia 2012 w wygranym 2:0 towarzyskim meczu z Bahrajnem. Z kolei 7 czerwca 2019 zadebiutował w reprezentacji Gwinei w przegranym 0:1 towarzyskim meczu z Gambią. Był w kadrze Gwinei na Puchar Narodów Afryki 2019 i Puchar Narodów Afryki 2021.